# Przełęcz pod Brzeźnikiem
Przełęcz pod Brzeźnikiem – przełęcz na wysokości 492 m n.p.m., w południowo-zachodniej Polsce, w Sudetach Zachodnich, w Rudawach Janowickich.

## Położenie
Przełęcz położona w południowo-zachodniej części Rudaw Janowickich, w bocznym ramieniu odchodzącym od głównego grzbietu, od Skalnika w kierunku zachodnim. Oddziela Brzeźnik na południowym zachodzie od Parkowej na północnym wschodzie.

## Fizjografia
Szeroka i dość płaska przełęcz górska, wyraźnie rozgraniczająca dwie kulminacje bocznego grzbietu Rudaw Janowickich - Brzeźnik i Parkową.

## Budowa geologiczna
Podłoże przełęczy zbudowane jest z waryscyjskiego granitu karkonoskiego.

## Roślinność
W rejonie przełęczy rozciągają się łąki, natomiast okoliczne wzgórza porastają dolnoreglowe lasy świerkowe.

## Ochrona przyrody
Przełęcz znajduje się na obszarze Rudawskiego Parku Krajobrazowego.

## Turystyka
Przez przełęcz przechodzi szlak turystyczny:
- fragment szlaku prowadzący z Kowar do Karpnik